# 塔穆薩河
塔穆薩河（Tamsa River），是位於印度中央邦及北方邦的一條河流，為恆河右岸支流。幹流河長264（164英里），流域面積16,860平方（6,510平方英里）。
塔穆薩河發源於凱穆爾山脈，幹流流經肥沃的中央邦薩地納縣及雷瓦縣。在普瓦高原的邊緣，塔穆薩河及其支流形成許多瀑布。在塔穆薩河於中央邦與北方邦交界處匯集右岸支流貝倫河後，流入北方邦的安拉阿巴德縣，最終於錫爾薩（Sirsa）附近注入恆河。